# 毛長禧
毛長禧（佐渡山親雲上安健，1806年—1865年）是琉球國第二尚氏王朝的宮廷畫師、書法家、漢學者。他被認為是琉球國「五大畫人」之一，其作品包括尚灝王、尚育王及尚純的御後繪。傳世作品還有《花鳥圖》、《馬之圖》 、《仲田青毛之圖》等。
毛長禧童名真三郎，出生在毛氏佐渡山殿內家族，是毛光山（佐渡山里之子親雲上安懿）的第六子。他也是三司官毛光國（佐渡山親方安春）的弟弟。自幼跟隨畫家吳著溫（屋慶名親雲上政賀）、向元瑚（小橋川親雲上朝安）學習繪畫。1833年，奉國王之命描繪《花鳥圖》，因此受到賞賜。同年敘黃冠。他的繪畫水平得到國王的讚賞，於1837年以後成為宮廷畫師，負責製作國王的御後繪，並修復剝落的歷代國王的御後繪。1846年，法國軍艦前來琉球，他奉命繪製《佛郎西人之圖》，以便各地官員查對。1865年去世，壽59歲。
他的孫子毛永保（佐渡山親雲上安豐）也是一名畫家。

## 作品
- 尚灝王，繪於1837年
- 尚育王，繪於1852年
- 尚純，繪於1856年